# Little Girl in the Big Ten
Little Girl in the Big Ten, llamado Niña pequeña en gran liga en España y La pequeña niña en los diez grandes en Hispanoamérica, es el vigésimo episodio perteneciente a la decimotercera temporada de la serie animada Los Simpson, emitido originalmente el 12 de mayo de 2002. El episodio fue escrito por Jon Vitti y dirigido por Lauren MacMullan. Robert Pinsky fue la estrella invitada. En este episodio Lisa empieza a asistir en secreto a una universidad fingiendo ser universitaria.

## Sinopsis
Todo comienza cuando Lisa se da cuenta de que no le va bien en le clase de Educación Física de la escuela, enseñada por Brunella Pummelhorse, y termina temiendo reprobar la materia. Para evitarlo, se anota en unas clases de gimnasia con el Profesor Lugash (de Children of a Lesser Clod). Allí, recibe coraje y valentía del fantasma de John F. Kennedy en un sueño. Esto y su enorme cabeza le dan el equilibrio perfecto, y Lisa acaba aprobando sus clases. Además, en el gimnasio, conoce a dos chicas y se hace su amiga, pero pronto descubre que ambas son estudiantes universitarias. Las dos llevan a Lisa a su casa en auto, y la niña decide hacerse pasar por universitaria, para continuar con sus amistades. Luego las chicas la invitan a una reunión de lectura de poesía, la cual sería presidida por Robert Pinsky. Lisa decide afianzar su look de universitaria con una boina, la cual la ayuda a encajar en el ambiente universitario. 
Mientras tanto, Bart es picado por un mosquito chino, el cual estaba en un juguete de Krusty, y se infecta con el "virus Panda". Para evitar que contagie a otras personas, el Dr. Hibbert pone a Bart en una burbuja de plástico transparente. Bart sufre al tratar de adaptarse a su vida dentro de la burbuja, pese a que el doctor le había dicho que sería "normal"; tenía dificultad para comer, y, además, Homer le da un baño llenándole la burbuja de agua y haciéndolo rodar. 
Lisa logra mantener su doble vida, yendo a la lectura de poesía, la cual era por la noche, y luego yendo a su clase de segundo grado durante el día. Un día, cuando estaba yendo a la Universidad de Springfield, es vista por Milhouse, Martin y Database. En una clase sobre el análisis de los dibujos de Itchy & Scratchy, los niños desenmascaran a Lisa, haciendo que todos sus compañeros universitarios viesen que era una niña de ocho años. 
Lisa pierde a todos sus amigos de su edad, ya que ellos estaban ofendidos por lo que había hecho. Bart, mientras tanto, por su particular burbuja, se había hecho más popular, además de ser un motivo de diversión para Homer. Bart le dice a Lisa lo que debía hacer para recuperar a sus amigos: debía hacerle una broma al director Skinner. Al día siguiente, Chalmers le dedicaría una fiesta de homenaje a Skinner, el cual va a la celebración vestido totalmente de blanco. Mientras Martin le saca fotos a Skinner posando al lado de un enorme pastel de chocolate, Bart empuja a Lisa (quien estaba dentro de la burbuja) desde el techo de la escuela. Luego la empuja por el borde, y cae sobre el pastel, destruyéndolo y arrojando todo el chocolate sobre Skinner. Lisa consigue a sus amigos de nuevo. Bart, por su parte, al principio se pone feliz de salir de la burbuja, pero luego sufre el estar en espacios abiertos y se mete en un ducto de aire, en el cual Bart termina siendo succionado.